# ふたりぽっぽ
『ふたりぽっぽ』は、山口舞子による日本の4コマ漫画作品。『まんがタイム』（芳文社）にて2009年9月号より2012年1月号まで、また、『まんがタイムオリジナル』（同）においても2009年9月号より2011年6月号まで連載されていた。

## あらすじ
黒坂こばとと白井くるりは家がお隣の幼馴染。共に「ぽっぽ」と呼ばれて育った高校生。
こばとが大好きなくるりと、そのくるりを邪険にしながらもなぜかピンチに駆け付けてしまうこばとのハイテンションスクールライフを描く作品。

## 登場人物
黒坂こばと
通称「黒ぽっぽ」。身長153cm。体重40.6kg。意地っ張りで粗暴だが寂しがり屋。意外と可愛い物好き。
幼馴染であるくるりを邪険に思い、いつも逃げようとはするのだが、腐れ縁から来るお守り体質のためついつい絶妙の距離を守ってしまう。
成績も美術センスもくるりに負けてしまうが、運動神経は良い。くるりのお守から解放される意味もあってバレー部に入部。
基本的にくるり以外には意地も張らず、口も悪くない。いつも家に遊びに来るくるりを家に送る。なぜだか人や動物に好かれる。寝相が非常に悪い。
白井くるり
通称「白ぽっぽ」。幼馴染であるこばとのことが大好きで、常に一緒にいようとする。その想いは「こばとちゃんファイル」を作るほど。
かなりのドジ体質で何度も危険な目に遭っているが、その度になぜか駆け付けてしまうこばとに助けられる。こばとの家とは家族ぐるみの付き合いのため、あらゆる情報を入手可能。
成績優秀かつ何かしらの賞で金賞を取っている。子供の頃にも絵画で金賞を取っている。また、料理もでき、お弁当は自分で作っている。しかし、運動神経は皆無。
しっかりしていそうで実は部屋は汚く散らかっている。普段はくるりがこばとの家に行くため、くるりの部屋にはあまりこばとが来ない。いつでもこばとの家に泊まれるように、こばとの家にはくるりの私物専用の箱が存在する。
桃
通称「もーちゃん」。
こばととくるりのクラスメイト。ぽっぽたちを生温かく見守るイタズラ好きの女の子。
占いや予言も行うなど謎を秘めた一面を持っている。髪の毛を頭頂部付近で結っており、中には飴玉を仕込んでいる。
黒坂和
こばとの母。
大ざっぱで豪快だが非力。娘であるこばとのことを心から愛している。
酔うと娘自慢をリピート再生する。
白井まるり
くるりの母。
温厚かつしっかり者で料理上手な専業主婦。和とは違い怪力（実家から仕送りされた米の袋を頭に載せて持って来るなど）。こばととは拳と拳で語り合える仲。
娘同様こばとのことが大好き。
豆ぞー
黒坂家の飼い猫。こばとのことが大好きで、「こばたん」と呼んで甘えている。こばとに近づく人は全て敵とみなし、毛玉を吐いてぶつけたり、顔に乗るなどの攻撃を加える。特にくるりとは犬猿の仲の関係。

## 書誌情報
- 山口舞子『ふたりぽっぽ』芳文社〈まんがタイムコミックス〉、既刊1巻（2010年7月7日現在）
  1. 2010年7月22日発行（7月7日発売[1]）、ISBN 978-4-8322-6866-1